# کوین لیزبی
کوین لیزبی (انگلیسی: Kevin Lisbie؛ زادهٔ ۱۷ اکتبر ۱۹۷۸) بازیکن فوتبال اهل بریتانیا است.
از باشگاه‌هایی که در آن بازی کرده‌است می‌توان به چارلتون، گیلینگام، نوریچ، کولچستر یونایتد، کویینز پارک رنجرز، ردینگ، ایپسویچ تاون، لیتون اورینت، بارنت، دربی کانتی، میلوال و استیونج اشاره کرد.
وی همچنین در تیم ملی فوتبال جامائیکا بازی کرده‌است.

## تیم ملی
لیزبی بین سال‌های ۲۰۰۲ تا ۲۰۰۴، ۱۰ بار برای تیم ملی فوتبال جامائیکا بازی کرد. او اولین بازی خود را در شکست ۵–۰ دوستانه مقابل تیم ملی فوتبال ایالات متحده انجام داد. لیزبی دو بار برای جامائیکا گلزنی کرد که هر دو گل در سال ۲۰۰۳ در بازی‌های دوستانه مقابل تیم ملی فوتبال استرالیا و تیم ملی فوتبال السالوادور به ثمر رسید.